# Новый Татарский Адам
 Но́вый Тата́рский Ада́м  (тат. Яңа Татар Әдәмсуы) — деревня в Аксубаевском районе Татарстана. Входит в состав Старотатарско-Адамского сельского поселения.

## Этимология
Топоним произошёл от татарского слова «яңа» (новый) и ойконима на татарском языке «Татар Әдәмсуы» (Татарский Адам).

## География
Деревня находится в Западном Закамье на реке Адам-су, в 18 км к северо-западу от районного центра, посёлка городского типа Аксубаево, в 1,6 км к востоку от центра поселения, села Старый Татарский Адам.

## История
В «Списке населенных мест по сведениям 1859 года», изданном в 1866 году, населённый пункт упомянут как казённая деревня Новый Татарский Адам 1-го стана Чистопольского уезда Казанской губернии. Располагалась при речке Тахтале, по правую сторону торгового тракта из Чистополя в Бугульму, в 37 верстах от уездного города Чистополя и в 37 верстах от становой квартиры в казённом пригороде Новошешминске. В деревне в 186 дворах жили 1110 человек (582 мужчины и 528 женщин). Была мечеть.

## Население
| 1782 | 1859 | 1897 | 1908 | 1920 | 1926 | 1938 | 1949 | 1958 | 1970 | 1979 | 1989 | 2002 | 2010 | 2015 |
| ---- | ---- | ---- | ---- | ---- | ---- | ---- | ---- | ---- | ---- | ---- | ---- | ---- | ---- | ---- |
| 107  | 1110 | 1141 | 1952 | 1428 | 890  | 670  | 470  | 384  | 394  | 266  | 124  | 82   | 71   | 64   |

Национальный состав
Согласно результатам переписи 2002 года, в национальной структуре населения деревни татары составляли 99%.

### Комментарии
1. ↑  Расстояние измерено с помощью инструментария Яндекс.Карты
2. ↑  душ мужского пола